# Zonneheide
Zonneheide is een natuurgebied van het Goois Natuurreservaat ten zuiden van het Loosdrechtsebos met landgoed Zonnestraal bij Hilversum. In het heidegebied ligt een uitgegraven vennetje.
Het heidegebied ligt ten zuiden van het Loosdrechtsebos met landgoed Zonnestraal, het wordt in het westen begrensd door de Noodweg en in het oosten door de Hoorneboegse Heide. Aan de zuidzijde ligt vliegveld Hilversum.
Bij de heideverdeling verkocht Domeinen die het in 1837 aan Michael Anton Sinkel. Deze was tevens eigenaar van Hoorneboeg.
In 1919 werd de grond gekocht door het Koperen Stelenfonds en in 1927 van de Vereeniging Zonnestraal. In de jaren voor de Tweede Wereldoorlog stond er een theehuis naar ontwerp van J. Duiker. Sinds 1978 is Zonneheide eigendom van Gooisch Natuurreservaat. Het was bij aankoop volkomen vernield door motorcrossers.
In het gebied groeien haarmos en vleesetende plantjes als kleine zonnedauw. Ook komen er kamsalamanders voor.